# Montmorin (Puy-de-Dôme)
Pour les articles homonymes, voir Montmorin.
Montmorin est une commune française située dans le département du Puy-de-Dôme, en région Auvergne-Rhône-Alpes. Elle fait partie de l'aire d'attraction de Clermont-Ferrand.

## Géographie

### Localisation
Montmorin est situé à trois kilomètres au sud-est de Billom, en bordure du parc naturel régional Livradois-Forez.
Ses lieux-dits et écarts sont :
- Artine
- La Baraque
- Bas de la Côte
- Bessadet
- Champciaux
- Champredon
- Le Clos
- Les Coheriers
- Coissard
- Les Côtes
- Géhant
- Espinasse
- Etang des Maures
- Fontbetoux
- Gardy
- Maison Neuve
- Masson
- Montmorin
- Oriol
- la Othe
- le Peyreyret
- le Perrier
- Pichoux
- la Pilleyre
- la Martre
- les Pirins
- les Plaines
- Puy Fouilhoux
- Rif Bonnet
- les Robertins
- Serpanoux
- le Theillet
- la Vialle

Cinq communes sont limitrophes :
|                        | Billom     | Égliseneuve-près-Billom |
| Saint-Julien-de-Coppel | Montmorin  |                         |
|                        | Isserteaux | Fayet-le-Château        |

### Climat
Pour des articles plus généraux, voir Climat d'Auvergne-Rhône-Alpes et Climat du Puy-de-Dôme.
En 2010, le climat de la commune est de type climat des marges montargnardes, selon une étude du Centre national de la recherche scientifique s'appuyant sur une série de données couvrant la période 1971-2000. En 2020, Météo-France publie une typologie des climats de la France métropolitaine dans laquelle la commune est exposée à un climat de montagne ou de marges de montagne et est dans la région climatique  Nord-est du Massif Central, caractérisée par une pluviométrie annuelle de 800 à 1 200 mm, bien répartie dans l’année. 
Pour la période 1971-2000, la température annuelle moyenne est de 10,3 °C, avec une amplitude thermique annuelle de 15,7 °C. Le cumul annuel moyen de précipitations est de 901 mm, avec 10,2 jours de précipitations en janvier et 7,9 jours en juillet. Pour la période 1991-2020, la température moyenne annuelle observée sur la station météorologique de Météo-France la plus proche, « Fayet-le-Château », sur la commune de Fayet-le-Château à 5 km à vol d'oiseau, est de 11,2 °C et le cumul annuel moyen de précipitations est de 889,9 mm,. Pour l'avenir, les paramètres climatiques de la commune estimés pour 2050 selon différents scénarios d'émission de gaz à effet de serre sont consultables sur un site dédié publié par Météo-France en novembre 2022.

## Urbanisme

### Typologie
Au 1er janvier 2024, Montmorin est catégorisée commune rurale à habitat dispersé, selon la nouvelle grille communale de densité à sept niveaux définie par l'Insee en 2022.
Elle est située hors unité urbaine. Par ailleurs la commune fait partie de l'aire d'attraction de Clermont-Ferrand, dont elle est une commune de la couronne,. Cette aire, qui regroupe 209 communes, est catégorisée dans les aires de 200 000 à moins de 700 000 habitants,.

### Occupation des sols
L'occupation des sols de la commune, telle qu'elle ressort de la base de données européenne d’occupation biophysique des sols Corine Land Cover (CLC), est marquée par l'importance des territoires agricoles (71 % en 2018), une proportion identique à celle de 1990 (71 %). La répartition détaillée en 2018 est la suivante : prairies (47,2 %), forêts (29 %), terres arables (12 %), zones agricoles hétérogènes (11,8 %). L'évolution de l’occupation des sols de la commune et de ses infrastructures peut être observée sur les différentes représentations cartographiques du territoire : la carte de Cassini (XVIIIe siècle), la carte d'état-major (1820-1866) et les cartes ou photos aériennes de l'IGN pour la période actuelle (1950 à aujourd'hui).

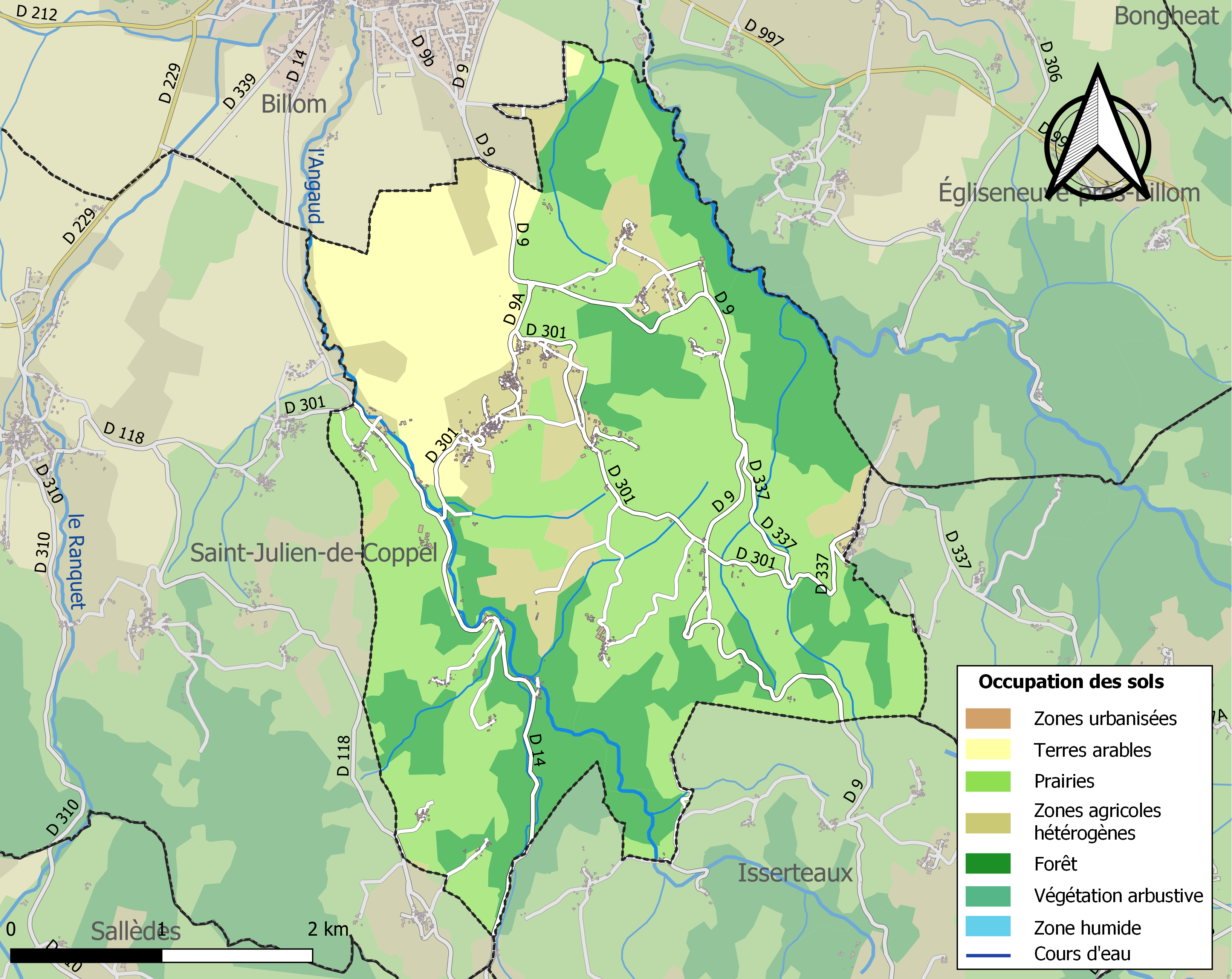
Carte des infrastructures et de l'occupation des sols de la commune en 2018 (CLC).

### Planification de l'aménagement
En vue de l'élaboration d'un plan local d'urbanisme intercommunal (PLUi) par la communauté de communes Billom Communauté, compétente en matière d'urbanisme, la carte communale, approuvée en 2011, dont disposait la commune, est abrogée par un arrêté préfectoral du 7 novembre 2019.

### Voies de communication et transports
Le territoire communal est traversé par les routes départementales 9 (reliant Billom à Isserteaux), 9a, 14 (reliant Billom à Sallèdes et passant à l'ouest de la commune), 301 et 337.

## Histoire
La commune abrite une forteresse des XIIe et XIIIe siècles qui fut le berceau de la puissante famille de Montmorin.
Au cours de la période révolutionnaire de la Convention nationale (1792-1795), la commune a porté le nom de Mont-Libre.

### Héraldique
|  | De gueules semé de molettes d'éperon d'argent, au lion du même brochant.[réf. nécessaire] |

Ce blason est celui de la famille de Montmorin, famille seigneuriale auvergnate qui posséda la seigneurie de Montmorin à partir du Xe siècle jusqu'à la Révolution française, d'abord par la branche ainée, puis par la branche cadette des Montmorin Saint-Hérem, qui garda les mêmes armes.

## Politique et administration

### Découpage territorial
La commune de Montmorin est membre de la communauté de communes Billom Communauté, un établissement public de coopération intercommunale (EPCI) à fiscalité propre créé le 1er janvier 2017 dont le siège est à Billom. Ce dernier est par ailleurs membre d'autres groupements intercommunaux.
Sur le plan administratif, elle est rattachée à l'arrondissement de Clermont-Ferrand, à la circonscription administrative de l'État du Puy-de-Dôme et à la région Auvergne-Rhône-Alpes.
Sur le plan électoral, elle dépend du canton de Billom pour l'élection des conseillers départementaux, depuis le redécoupage cantonal de 2014 entré en vigueur en 2015, et de la cinquième circonscription du Puy-de-Dôme pour les élections législatives, depuis le dernier découpage électoral de 2010.

### Élections municipales et communautaires

#### Élections de 2020
Le conseil municipal de Montmorin, commune de moins de 1 000 habitants, est élu au scrutin majoritaire plurinominal à deux tours avec candidatures isolées ou groupées et possibilité de panachage. Compte tenu de la population communale, le nombre de sièges à pourvoir lors des élections municipales de 2020 est de 15. La totalité des quinze candidats en lice est élue dès le premier tour, le 15 mars 2020, avec un taux de participation de 46,97 %.

#### Chronologie des maires
| Période                                  | Période                   | Identité         | Étiquette | Qualité                                                                 |
| ---------------------------------------- | ------------------------- | ---------------- | --------- | ----------------------------------------------------------------------- |
| Les données manquantes sont à compléter. |                           |                  |           |                                                                         |
| mars 2001                                | En cours (au 29 mai 2020) | Gérard Guillaume | DVG       | Retraité de la fonction publique Président de la communauté de communes |

## Population et société

### Démographie
L'évolution du nombre d'habitants est connue à travers les recensements de la population effectués dans la commune depuis 1793. Pour les communes de moins de 10 000 habitants, une enquête de recensement portant sur toute la population est réalisée tous les cinq ans, les populations de référence des années intermédiaires étant quant à elles estimées par interpolation ou extrapolation. Pour la commune, le premier recensement exhaustif entrant dans le cadre du nouveau dispositif a été réalisé en 2007.

En 2022, la commune comptait 730 habitants, en évolution de +0,69 % par rapport à 2016 (Puy-de-Dôme : +2,1 %, France hors Mayotte : +2,11 %).
| 1793  | 1800  | 1806  | 1821  | 1831  | 1836  | 1841  | 1846  | 1851  |
| ----- | ----- | ----- | ----- | ----- | ----- | ----- | ----- | ----- |
| 1 021 | 1 136 | 1 479 | 1 394 | 1 213 | 1 243 | 1 264 | 1 260 | 1 176 |

| 1856  | 1861  | 1866  | 1872  | 1876  | 1881  | 1886 | 1891 | 1896 |
| ----- | ----- | ----- | ----- | ----- | ----- | ---- | ---- | ---- |
| 1 166 | 1 103 | 1 030 | 1 045 | 1 008 | 1 015 | 946  | 962  | 849  |

| 1901 | 1906 | 1911 | 1921 | 1926 | 1931 | 1936 | 1946 | 1954 |
| ---- | ---- | ---- | ---- | ---- | ---- | ---- | ---- | ---- |
| 865  | 874  | 762  | 629  | 581  | 514  | 457  | 388  | 336  |

| 1962 | 1968 | 1975 | 1982 | 1990 | 1999 | 2006 | 2007 | 2012 |
| ---- | ---- | ---- | ---- | ---- | ---- | ---- | ---- | ---- |
| 295  | 276  | 301  | 349  | 431  | 518  | 556  | 562  | 689  |

| 2017 | 2022 | - | - | - | - | - | - | - |
| ---- | ---- | - | - | - | - | - | - | - |
| 722  | 730  | - | - | - | - | - | - | - |

## Culture locale et patrimoine

### Lieux et monuments
- Château de Montmorin. Forteresse médiévale dont les parties les plus anciennes remontent aux XIIe et XIIIe siècles. Petit musée. Vaste panorama depuis le chemin de ronde. Classé M.H. (1985[26]).

### Patrimoine naturel
La commune de Montmorin est adhérente du parc naturel régional Livradois-Forez.

### Personnalités liées à la commune
- Alain Gibert (1947-2013), musicien de jazz, résident de Montmorin, où il est enterré.